# Lavandare
Lavandare è un componimento poetico di Giovanni Pascoli, scritto nel 1891, tratto dalla raccolta poetica Myricae.

## Contenuto
È inverno. La natura, assopita in un sonno profondo, sembra quasi morta; l'unico segno di vita viene dal canto delle lavandaie: 
resta un aratro senza buoi, che pare

dimenticato, tra il vapor leggero.

E cadenzato dalla gora viene

lo sciabordare delle lavandare

con tonfi spessi e lunghe cantilene

Il vento soffia e nevica la frasca,

e tu non torni ancora al tuo paese!

quando partisti, come son rimasta!

come l'aratro in mezzo alla maggese.»

### Parafrasi
Nel campo metà arato e metà non
resta un aratro senza i buoi che sembra
dimenticato tra la nebbia che si leva.
E dal canale viene scandito
lo smuovere dell'acqua da parte delle lavandaie
che con tonfi frequenti bagnano e puliscono i vestiti, mentre cantilenano a lungo:
Il vento soffia e le foglie cadono come fossero neve,
e tu non torni ancora al tuo paese!
Come sono rimasta quando tu partisti!
Sola come l'aratro in mezzo al terreno lasciato a maggese.

## Analisi e temi

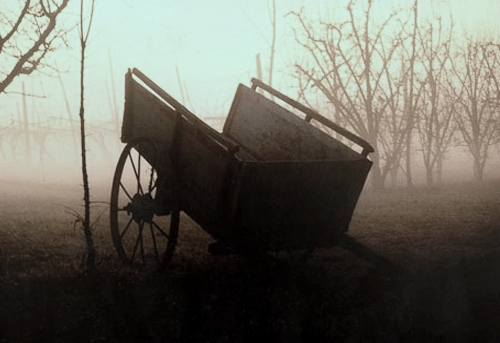
Aratro nella nebbia in un campo messo a maggese

In questo madrigale, soffuso di tristezza e di malinconia, il tono predominante è il senso di abbandono e di solitudine. Dimenticato è l'aratro che giace in un campo arato a metà; mesta riecheggia la cantilena delle lavandaie insieme al rumore dei panni sciacquati; cadono le foglie al vento che soffia come in un sogno triste che si ripete. Solo l'amato non torna ancora!
Il paesaggio invernale spoglio e nebbioso rispecchia fedelmente l'animo di chi aspetta e soffre in solitudine. Questo momento di vita campestre sospeso tra realtà e simbolo è soffuso di profonda interiore mestizia come la nenia delle lavandaie.
La forma metrica è quella del madrigale (due terzine più una quartina), scelta per la sua vicinanza alla cultura popolare di cui il componimento evoca alcuni elementi: quello onomatopeico, espresso dal verbo «sciabordare»; quello delle cantilene dialettali dei due distici finali. Essi sono la citazione italianizzata dello strambotto «Retorna, Amore miè» e «Quando ch'io mi partii» che Pascoli trasse da una delle numerose raccolte poetiche di folklore popolare che da Carducci in poi la scuola positivista bolognese andò ordinando, alla luce del suo interesse per le radici storiche della lingua poetica.
La scelta dell'immagine finale evoca un altro dei temi della poetica pascoliana: quello dell'erotismo represso. La tecnica poetica è quella dell'analogia, attraverso la quale il significato principale, emotivo ed esistenziale, della donna abbandonata, viene evocato da un'immagine simbolica: la terra ferita dall'aratro e poi abbandonata, collegata al contesto lessicale del discorso dalla congiunzione «come».
Questa figura retorica risulta copiata da un lamento, o canto popolare tipico marchigiano, la cui prima apparizione in un'opera di stampa (fonte:costumi e superstizioni dell'Appennino marchigiano, di Caterina Pigorini-Beri, prima edizione del 1889) risulta precedente di due anni la pubblicazione dell'opera di Pascoli.